# Paralelismo psicofísico
Em Psicologia, paralelismo psicofísico é a teoria que afirma que a consciência e os processos nervosos variam simultaneamente independentemente de haver qualquer relação causal entre os dois. Ou seja, modificações na consciência ocorrem com correspondentes modificações nos processos nervosos. Não pode-se afirmar, porém que um causa o outro.

## Еxternas
- ПСИХОФИЗИЧЕСКИЙ ПАРАЛЛЕЛИЗМ